# آلکس پتکساررومان
آلکس پتکساررومان (انگلیسی: Álex Petxarroman؛ زادهٔ ۶ فوریهٔ ۱۹۹۷) بازیکن فوتبال اهل اسپانیا است که که برای اتلتیک بیلبائو در پست دفاغ راست بازی می‌کند.